# Grepsjön
Grepsjön är en sjö i Hällefors kommun och Nora kommun i Västmanland och ingår i Göta älvs huvudavrinningsområde. Sjön är 9,5 meter djup, har en yta på 0,247 kvadratkilometer och är belägen 187,1 meter över havet.

## Delavrinningsområde
Grepsjön ingår i det delavrinningsområde (661036-143765) som SMHI kallar för Utloppet av Grecken. Medelhöjden är 203 meter över havet och ytan är 74,95 kvadratkilometer. Räknas de 4 avrinningsområdena uppströms in blir den ackumulerade arean 104,99 kvadratkilometer. Malälven som avvattnar avrinningsområdet har biflödesordning 3, vilket innebär att vattnet flödar genom totalt 3 vattendrag innan det når havet efter 334 kilometer. Avrinningsområdet består mestadels av skog (65 procent). Avrinningsområdet har 20,98 kvadratkilometer vattenytor vilket ger det en sjöprocent på 28 procent.